# 大和町 (名古屋市)
大和町（やまとちょう）は、愛知県名古屋市昭和区の地名。現行行政地名は大和町1丁目及び大和町2丁目。住居表示未実施地域。

## 地理
名古屋市昭和区中央南部に位置する。東は塩付通、西は桜山町に接する。

## 歴史

### 沿革
- 1927年（昭和2年）6月20日 - 中区広路町の一部により、同区大和町として成立[1]。
- 1937年（昭和12年）10月1日 - 昭和区成立に伴い、同区大和町となる[1]。

## 世帯数と人口
2019年（平成31年）1月1日現在の世帯数と人口は以下の通りである。
| 町丁   | 世帯数  | 人口  |
| ------ | ------- | ----- |
| 大和町 | 137世帯 | 346人 |

## 学区
市立小・中学校に通う場合、学校等は以下の通りとなる。また、公立高等学校に通う場合の学区は以下の通りとなる。
| 番・番地等 | 小学校               | 中学校               | 高等学校 |
| ---------- | -------------------- | -------------------- | -------- |
| 全域       | 名古屋市立松栄小学校 | 名古屋市立桜山中学校 | 尾張学区 |

## その他

### 日本郵便
- 郵便番号 : 466-0024[WEB 3]（集配局：昭和郵便局[WEB 8]）。

### WEB
1. ↑  “愛知県名古屋市昭和区の町丁・字一覧”.   人口統計ラボ. 2017年5月21日閲覧。
2. 1 2  “町・丁目(大字)別、年齢(10歳階級)別公簿人口(全市・区別)”.   名古屋市 (2019年1月23日). 2019年1月23日閲覧。
3. 1 2  “郵便番号”.  日本郵便. 2019年1月6日閲覧。
4. ↑  “市外局番の一覧”.   総務省. 2019年1月6日閲覧。
5. ↑  名古屋市役所市民経済局地域振興部住民課町名表示係 (2015年10月21日). “昭和区の町名”.   名古屋市. 2017年5月21日閲覧。
6. ↑  “市立小・中学校の通学区域一覧”.   名古屋市 (2018年11月10日). 2019年1月14日閲覧。
7. ↑  “平成29年度以降の愛知県公立高等学校（全日制課程）入学者選抜における通学区域並びに群及びグループ分け案について”.   愛知県教育委員会 (2015年2月16日). 2019年1月14日閲覧。
8. ↑  郵便番号簿 平成29年度版 - 日本郵便. 2019年01月06日閲覧 (PDF)

### 書籍
1. 1 2 3  名古屋市計画局 1992, p. 796.
2. 1 2  「角川日本地名大辞典」編纂委員会 1989, p. 1461.